# Пожарогасител
Пожарогасителят е активно устройство, което се използва за гасене или ограничаване на малки пожари, най-често в аварийни ситуации.
Не е предназначен за гасене на големи пожари и такива, които изискват намесата на пожарните служби. Пожарогасителите са необходими дори ако помещението е снабдено с автоматични спринклери, тръбопровод и маркуч или други стационарни съоръжения за защита. Обикновено пожарогасителят е под формата на червена цилиндрична бутилка, съдържаща агент под налягане, който може да бъде освободен, за гасене на огъня.

## Видове пожарогасители
Съществуват различни видове пожарогасители, предназначени за гасенето на различни горими материали. Можем да ги делим на возими инсталации или преносими пожарогасители, на автоматични или механични пожарогасители, но всички те най-често са разделени на три групи:
- Водни и водопенни пожарогасители — те са проектирани да гасят пожари клас А (твърди горящи и тлеещи материали). При използването на специални добавки към водата, могат да се използват за гасене и на пожари клас В (течни запалими вещества).
- С въглероден диоксид — тези пожарогасители гасят пожари клас B, C и особено такива, възникнали в електрически съоръжения и инсталации (клас Е).
- Πpaxoви пожарогасители — използват се като основно средство за гасене на пожари от клас A (твърди горящи и тлеещи вещества), клас B (горящи течности) и клас C (горящи газове).

Всички зачислени на дежурство пожарогасители подлежат на техническо обслужване.